# 嵯峨景子
嵯峨 景子（さが けいこ、1979年 - ）は日本のフリーライター、書評家。2016年時点で、明治学院大学非常勤講師、文化学園大学文化ファッション研究機構共同研究員。少女小説の研究をライフワークとする。

## 経歴
1979年、北海道生まれ。お茶の水女子大学を2か月で中退後、放送大学教養学部卒業。東京大学大学院学際情報学府博士課程単位取得退学。専門は歴史社会学、文化研究。
1910年代の女性雑誌の投稿欄の分析を通して、近代日本においていかに少女文化が成立したのか、また雑誌というメディアを通じて女性表現やコミュニケーションがいかに行なわれていたのかを研究している。
2016年12月に彩流社から初の単著『コバルト文庫で辿る少女小説変遷史』が刊行され、鈴木涼美による書評で、「変遷史にありがちなうそくさい大分水嶺に頼らない、とても抑制的で手間をかけた作業」とその研究姿勢が評価された。宝塚歌劇団の歴史や文化にも関心を持っており、『宝塚イズム』（青弓社）への執筆も手掛ける。

## 著書

### 単著
- 『コバルト文庫で辿る少女小説変遷史』（彩流社、2016年）ISBN 978-4779122750
- 『氷室冴子とその時代』（小鳥遊書房、2019年）ISBN 978-4909812162
- 『少女小説を知るための100冊』（星海社新書、2023年）ISBN 978-4065303085
- 『氷室冴子とその時代 増補版』（河出書房新社、2023年）ISBN 978-4309031149

### 共著
- 『カワイイ!少女お手紙道具のデザイン』（山田俊幸・北島都編、芸術新聞社、2015年）ISBN 978-4875864325
- 『大人だって読みたい!少女小説ガイド』（三村美衣・七木香枝との編著、時事通信社、2020年）ISBN 978-4788717046
- 『これからも読みたい！もっと少女小説ガイド』（三村美衣・七木香枝との編著、時事通信社、2024年）ISBN 978-4788719927

### 論文
- 「吉屋信子から氷室冴子へ 少女小説と「誇り」の系譜」（『ユリイカ』、青土社、2014年12月号「百合文化の現在」）
- 「ジュニア小説の盛衰と「少女小説」の復活 1960年代から80年代の読み物分析を中心に」（『ライトノベル・フロントライン1』、青弓社、2015年10月）